# Ветрен-Дол
Ветрен дол (болг. Ветрен дол) — село в Болгарии. Находится в Пазарджикской области, входит в общину Септември. Население составляет 1519 человек.

## Политическая ситуация
В местном кметстве Ветрен-Дол, в состав которого входит Ветрен-Дол, должность кмета (старосты) исполняет Иванка Рангелова Тодорова (Политическое движение социал-демократов (ПДСД)) по результатам выборов 2007 года правления кметства.
Кмет (мэр) общины Септември — Томи Спасов Стойчев (независимый), по результатам выборов 2007 года в правление общины.

## Спорт
Зенит (футбольный клуб, Ветрен-Дол)